# Усику (княжество)
Княжество Усику (яп. 牛久藩 Усику-хан) — феодальное княжество (хан) в Японии периода Эдо (1628—1871). Усику-хан располагался в провинции Хитати (современная префектура Ибараки) на острове Хонсю.

## История
Административный центр — Усику Jin’ya (укрепленный дом) в провинции Хитати (современный город Усику в префектуре Ибараки).
Род Ямагути был младшей ветвью клана Оути. Ямагути Сигэмаса (1564—1635) служил Оде Нобукацу, а затем перешел на службу к Токугава Иэясу. За своё участие в битве при Сэкигахаре в 1600 году он был награжден поместьями в провинциях Кадзуса (5000 коку) и Мусаси (5000 коку), позднее ему было пожаловано еще 5000 коку риса в провинции Симоцукэ. Тем не менее, в 1613 году он попал в опалу, когда устроил брак своего сына и наследника, Ямагути Сигэнобу, с дочерью Окубо Тадатика, не попросив разрешения на брак у сёгуна Токугава Иэясу. За это нарушение он был лишен своих владений и заключен под домашний арест. После гибели Сигэнобу в 1615 году в бою во время осады Осаки в качестве простого солдата, Токугава Иэясу смягчился и передал Ямагути Сигэмасе домен в провинции Тотоми (15 000 коку). В 1628 году Ямагути Сигэмаса получил во владение Усику-хан в провинции Хитати.
Четвертый сын и преемник Сигэмасы, Ямагути Хиротака (1603—1677) построил jin’ya (укрепленный дом) в качестве своей резиденции. Тем не менее, он вынужден был передать своему младшему брату Сигэцунэ домен в размере 5000 коку риса. Потомки Ямагути Хиротаки управляли Усику-ханом до Реставрации Мэйдзи, имея доход в размере 10 000 коку.

## Список даймё
| #                                        | Имя и годы жизни                              | Правление            | Титул                     | Ранг      | Доход                |
| ---------------------------------------- | --------------------------------------------- | -------------------- | ------------------------- | --------- | -------------------- |
| Род Ямагути (фудай) 1600—1613, 1628—1871 |                                               |                      |                           |           |                      |
| 1                                        | Ямагути Сигэмаса (1564-1635) (яп. 山口 重政)  | 1600-1613, 1628—1635 | Тадзима-но-ками (但馬守)  | 従五位下  | 15,000 коку          |
| 2                                        | Ямагути Хиротака (1603-1677) (яп. 山口弘隆)   | 1635-1677            | Тадзима-но-ками (但馬守)  | 従五位下  | 15,000 ->10,000 коку |
| 3                                        | Ямагути Сигэсада (1641-1698) (яп. 山口 重貞)  | 1677-1698            | Сюри-но-сукэ (修理亮)     | 従五位下  | 10,000 коку          |
| 4                                        | Ямагути Хиротоё (1684-1755) (яп. 山口 弘豊)   | 1698-1731            | Тадзима-но-ками (但馬守)  | 従五位下  | 10,000 коку          |
| 5                                        | Ямагути Хиронага (1707-1768) (яп. 山口 弘長)  | 1731-1768            | Сюри-но-сукэ (修理亮)     | 従五位下  | 10,000 коку          |
| 6                                        | Ямагути Хиромити (1740-1783) (яп. 山口 弘道)  | 1768-1783            | Сюри-но-сукэ (修理亮)     | 従五位下) | 10,000 коку          |
| 7                                        | Ямагути Хирочика (1757-1787) (яп. 山口弘務)   | 1783-1787            | Идзу-но-ками (伊豆守)     | 従五位下  | 10,000 коку          |
| 8                                        | Ямагути Хиромунэ (1781-1829) (яп. 山口 弘致)  | 1787-1829            | Тадзима-но-ками (但馬守)  | 従五位下  | 10,000 коку          |
| 9                                        | Ямагути Хирокуни (1808-1869) (яп. 山口 弘封)  | 1829-1839            | Тадзима-но-ками (但馬守)  | 従五位下  | 10,000 коку          |
| 10                                       | Ямагути Хироката (1810-1850) (яп. 山口 弘穀)  | 1839-1849            | Суо-но-ками (周防守)      | 従五位下  | 10,000 коку          |
| 11                                       | Ямагути Хироакира (1812-1862) (яп. 山口 弘敞) | 1849-1862            | Тикудзэн-но-ками (筑前守) | 従五位下  | 10,000 коку          |
| 12                                       | Ямагути Хироёси (1860-1932) (яп. 山口 弘達)   | 1862-1871            | Суо-но-ками (周防守)      | 従五位下  | 10,000 коку          |